# Cephalotes grandinosus
Cephalotes grandinosus är en myrart som först beskrevs av Smith 1860.  Cephalotes grandinosus ingår i släktet Cephalotes och familjen myror. Inga underarter finns listade.

## Bildgalleri

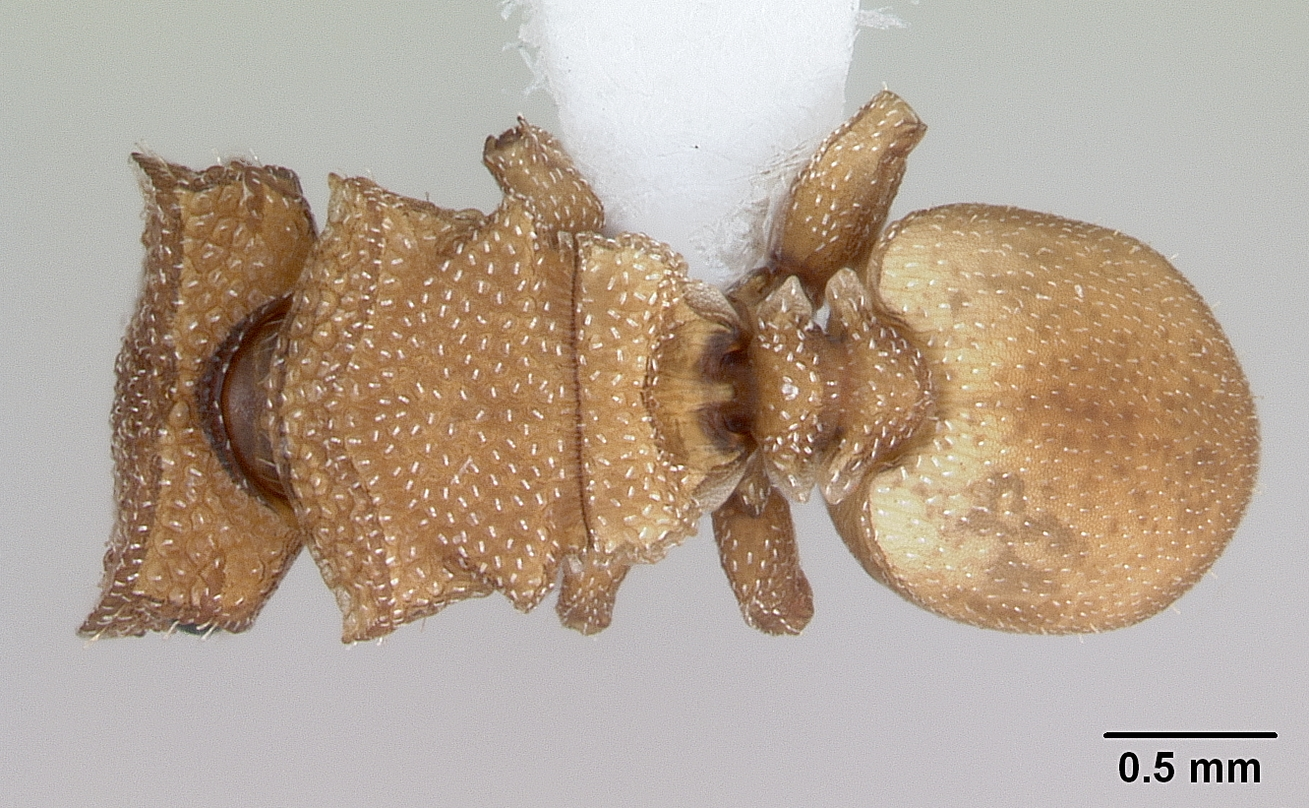
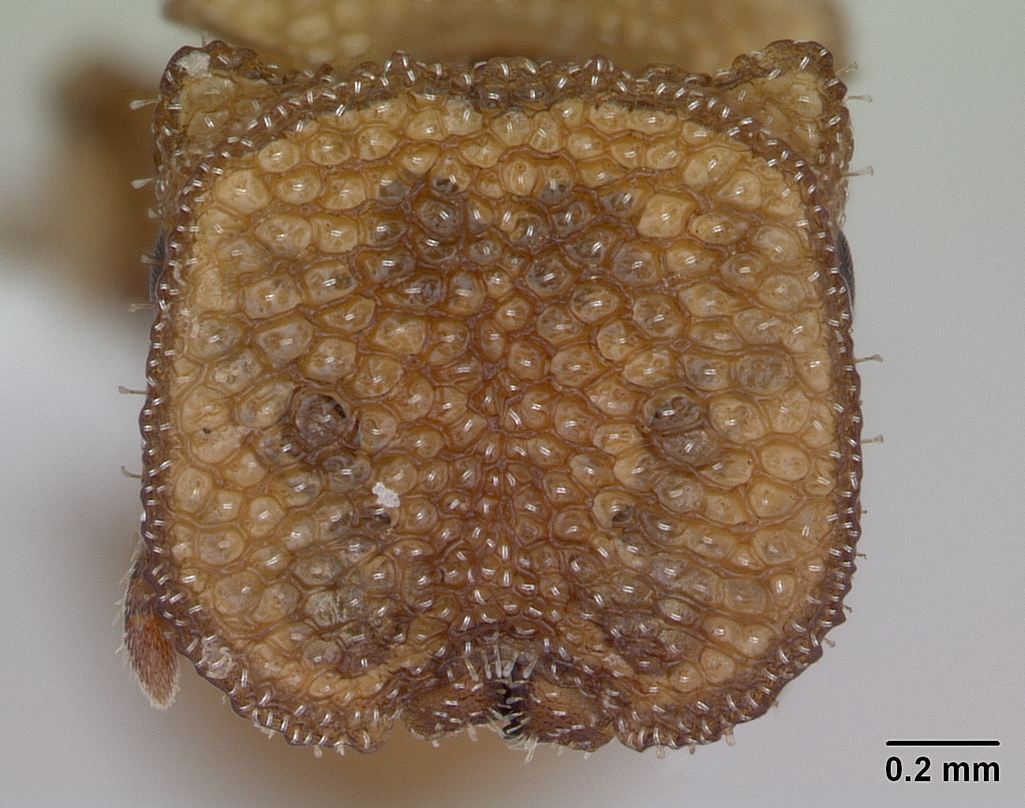
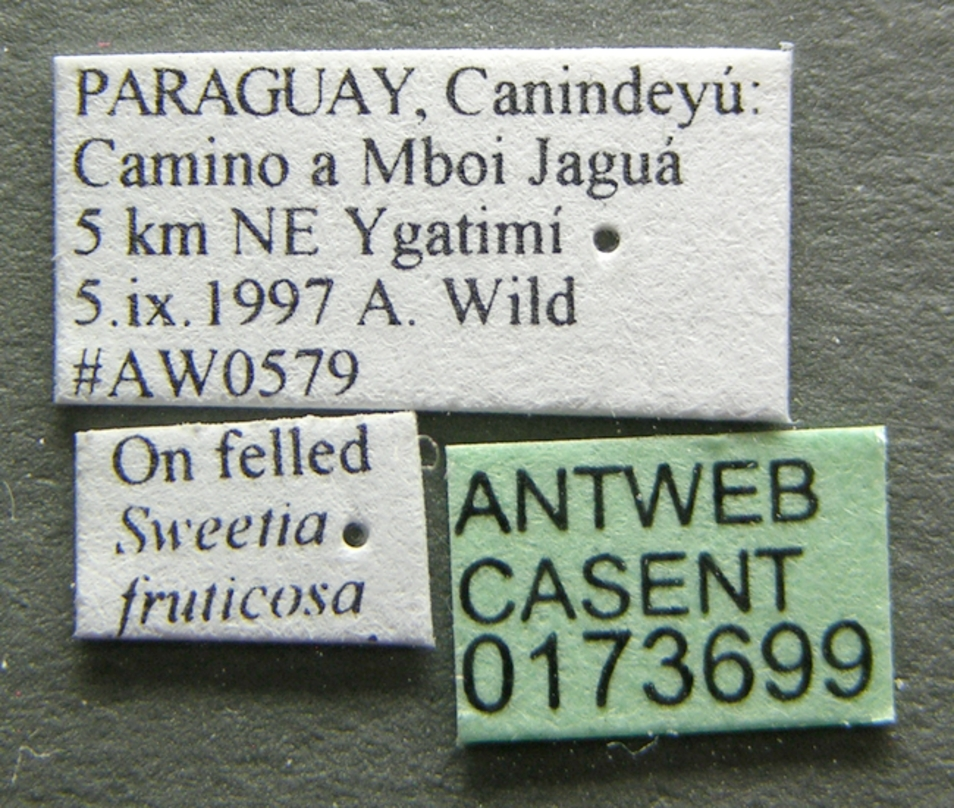
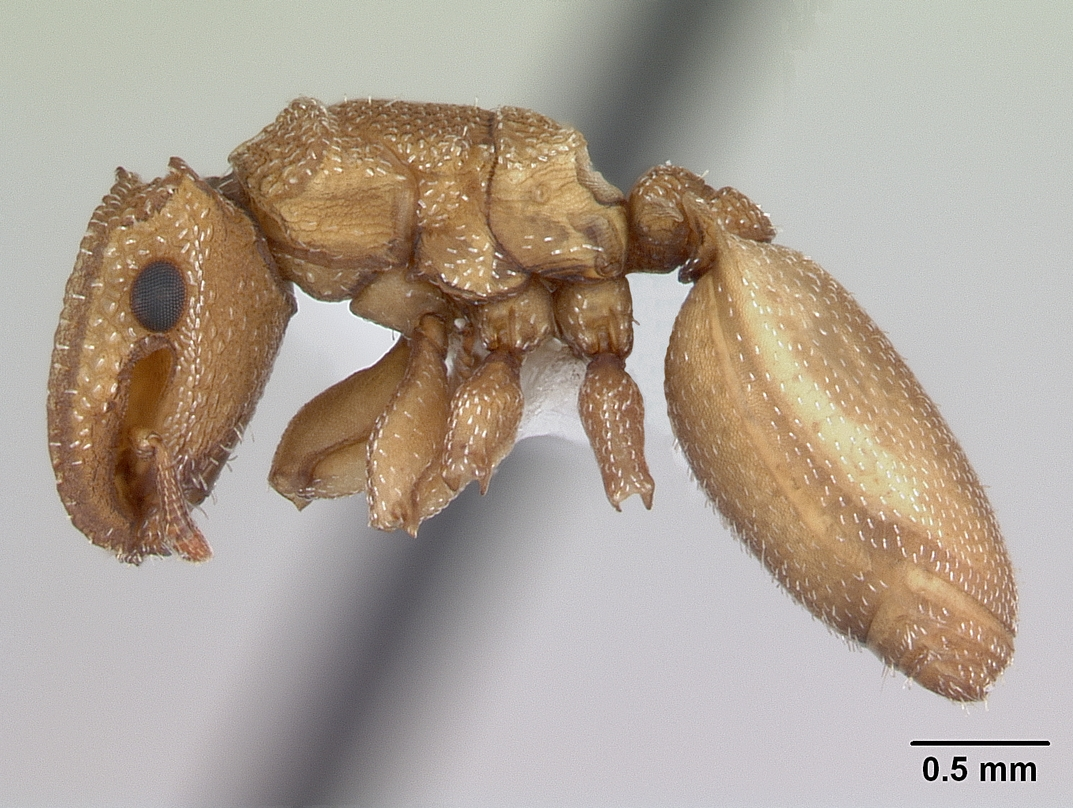